# Автодром Принца Георга
Автодром Принца Георга (англ. Prince George Circuit) — гоночна траса в Іст-Лондоні, Східнокапська провінція, ПАР. На цій трасі проводилось Гран-прі Південної Африки в 1934 році та в 1936–1939 роках, коли проведення перегонів були припинені через Другу світову війну. Гран-прі Південної Африки знову проводились на автодромі Принца Георга у 1960–1966 роках.

## Опис траси
Початкова траса мала довжину 24,461 км і проходила вулицями через різні населені пункти. Старт і фініш проходили прямо уздовж берега моря. Після трьох швидких поворотів траса проходила по дорозі, яка зараз називається Молтено-Драйв, яка пізніше також стала частиною нової короткої траси. Рухаючись далі на схід, курс проходив до селища Вест-Бенк на Странд-стріт, а потім повертав на північ на Бенк-стріт, а потім на захід на Мілітарі-роад. Там траса рухалася через райони Форт Гламорган і Гейтлі. Мілітарі-роад переходила в Сеттлерс-вей на висоті Вудбрук і Грінфілдс. Після проїзду через територію, на якій сьогодні розташований аеропорт Іст-Лондона (на той час ще не побудований), траса повертала на південь у крайній західній точці на вулицю Принца Георга і вела з відносно довгою серією звивистих поворотів і однією шпилькою в кінці назад до головної прямої.
У 1936 році трасу було скорочено до 18,619 км (11,569 миль). Замість Молтено-драйв на схід, конфігурація нової траси слідувала за Поттерс-пасс на північ та поверталася на попередню трасу на початку Сеттлерс-вей.
У 1959 році траса була модифікована відповідно до правил Формули-1 і була побудована у вигляді приморського амфітеатру довжиною 3,920 км. У 1960-х роках тут проходили три етапи Формули-1 Гран-прі Південної Африки. Пізніше трасу визнали занадто малою для болідів Формули-1 і Гран-прі було перенесено на трасу К'яламі.

## Історія конфігурацій

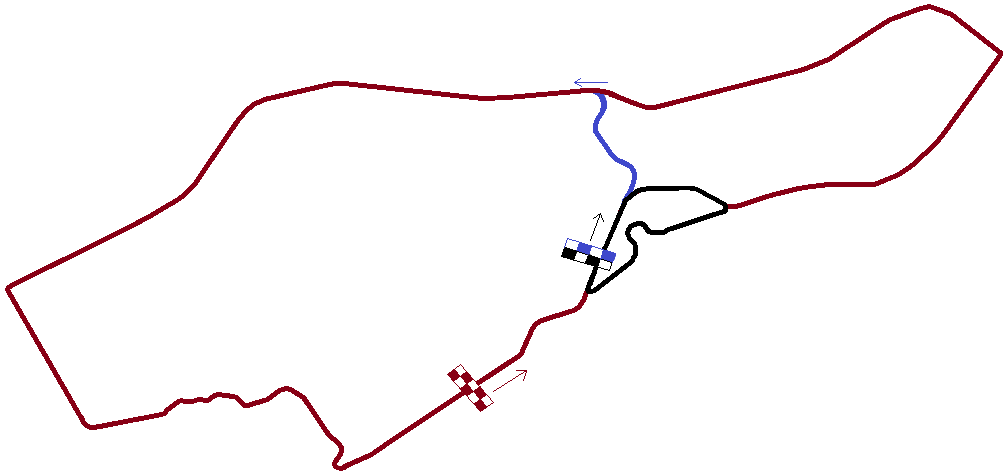
Конфігурація всіх версій автодрому Принца Георга. Коричневий = 1934, синій = 1936, чорний = 1959
Автодром Принца Георга (1934)
Автодром Принца Георга (1936–1939)
Автодром Принца Георга (1959–present)